# Montlleó (Ribera d'Ondara)
Montlleó és un poble del municipi de Ribera d'Ondara, a la comarca de la Segarra. És al sector septentrional del terme, al turó del castell de Montlleó. Actualment només té un habitant.
Destaquen les ruïnes del Castell de Montlleó i l'església romànica de Santa Maria.

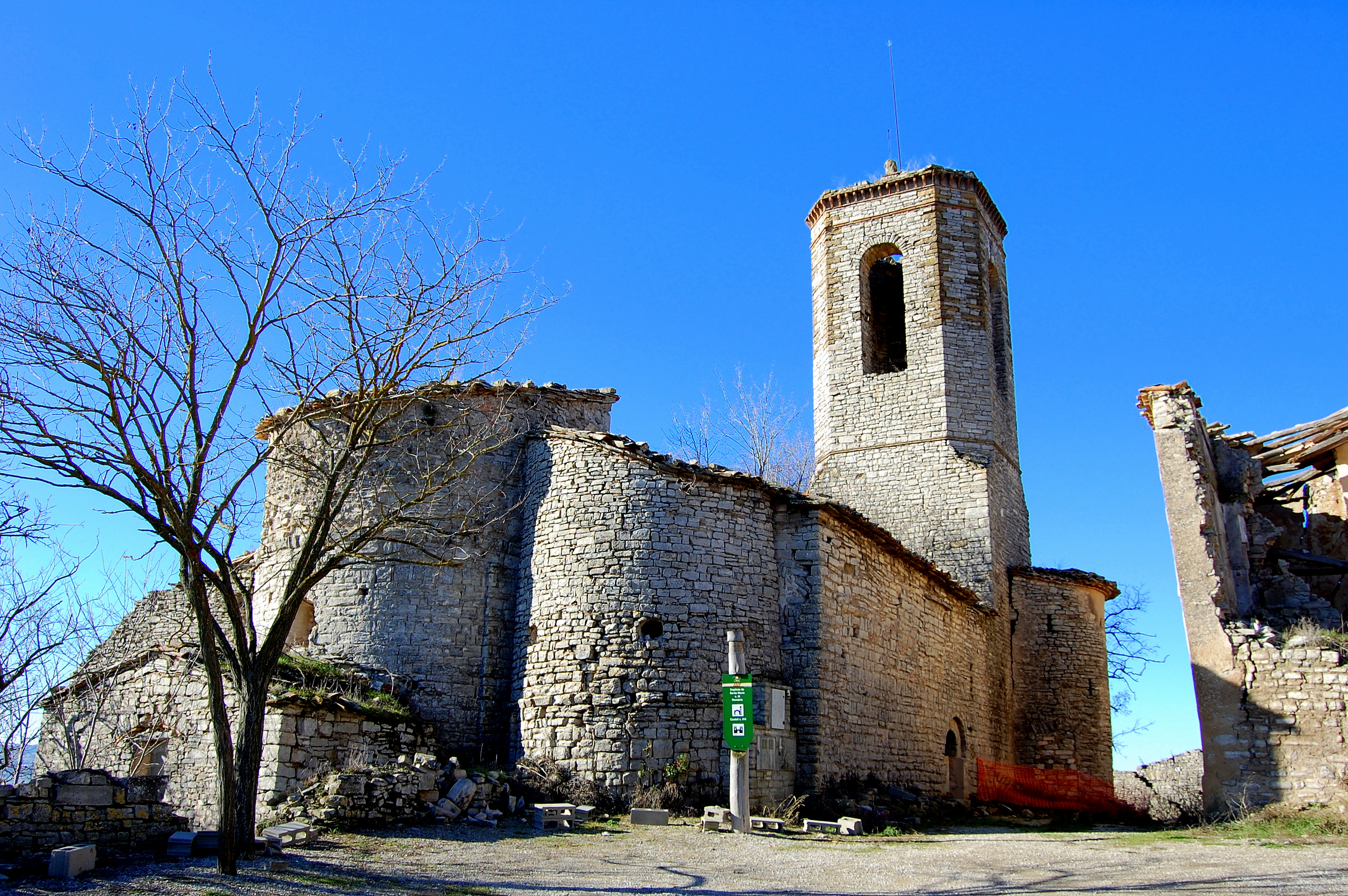
Església de Santa Maria de Montlleó

El 1685 el lloc tenia 7 cases juntes i des del segle xviii la seva església prengué el caràcter de santuari. Juntament amb Briançó, a mitjans del segle xix es va integrar a l'antic municipi de Sant Antolí i Vilanova.
Abans del 1100 n'era senyor Geribert Hug, amb la seva muller Letgarda, que era parent del bisbe de Vic Guillem Berenguer (1100-01). Aquests feudals feren donació al bisbe de Vic d'aquest castell, de Pomar i Briançó. Si bé els castlans successius, feren jurament de fidelitat al bisbe, algun temps després hi tingueren un cert domini els senyors d'Òdena, que també ho eren de Sant Pere dels Arquells, Rubinat i Llindars. El 1254 el bisbe de Vic traspassà a Pere de Queralt els seus feus de Montlleó, Briançó, Pomar, el Molí de Paratancia i el mas de Torelló. Pel casament de Gombau d'Anglesola amb Francesca de Timor, o de Queralt, Anglesola passà al domini d'aquest, a la segona meitat del segle xiv.